# 征服者 (纪录片)
《征服者》（英語：Conquistadors）是一部由BBC和PBS合作制作的紀錄片，介绍西班牙征服者殖民美洲的历史，于2000年首播。纪录片共4集，由历史学家霍華德·戴維森走访西班牙征服者涉足过的亞馬遜盆地、的的喀喀湖、墨西哥北部与马丘比丘拍摄。

## 各集列表
1. 阿兹特克的陷落（The Fall of the Aztecs）
2. 征服印加帝国（The Conquest of the Incas）
3. 寻找黄金城（The Search for El Dorado）
4. 四海之内皆兄弟（All the World is Human）